# السوريون في الخارج

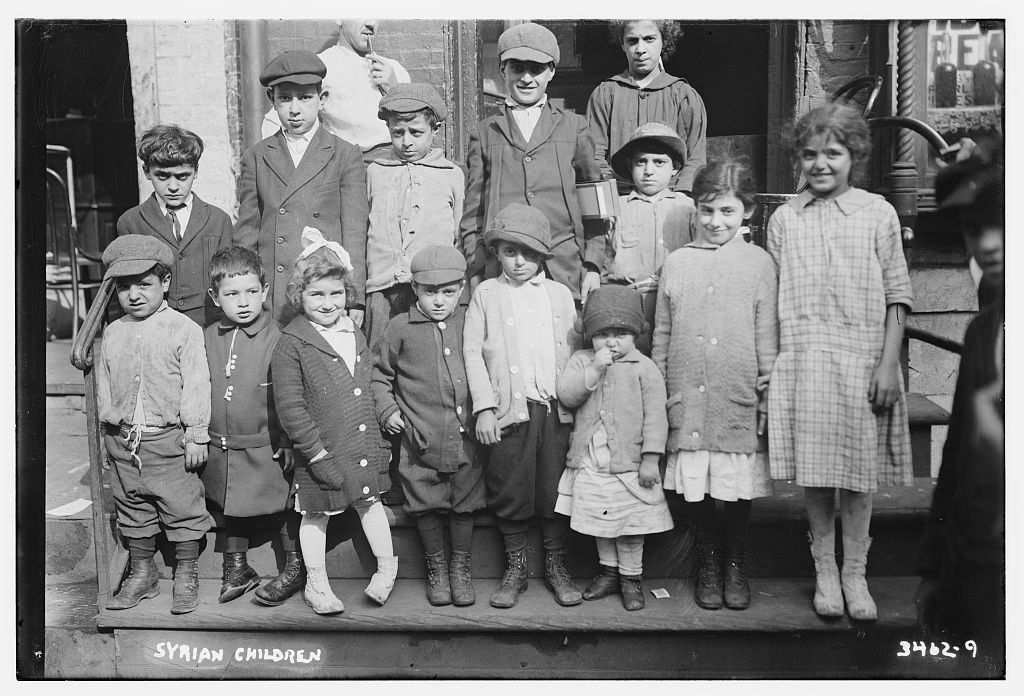
أطفال مهاجرين سوريين في شارع واشنطن في منطقة مانهاتن السفلى عام 1916.

السوريون في الخارج، يشير المصطلح إلى المهاجرين السوريين منذ القرن التاسع عشر، والذين شكلوا المغترب السوري. بدأت الهجرات السورية إلى شتى بقاع الأرض رسميا منذ عام 1820 بعد الأزمات الاقتصادية التي تعرضت لها بلاد الشام أثناء الحكم العثماني، وكانت مصر، والولايات المتحدة، وأمريكا الجنوبية، وجهة الهجرة الأساسية. بعد الحرب العالمية الأولى هاجر بعض السوريين إلى ألمانيا والولايات المتحدة الأمريكية، وأثناء الانتداب الفرنسي هاجر البعض إلى فرنسا للدراسة لكنه استقر هناك، وبعد الحرب العالمية الثانية هاجر كثيرون إلى أمريكا الجنوبية وأوروبا، كما هاجر البعض إلى دول الخليج بعد ظهور النفط والرفاه المعيشي، وحديثا بعد عام 1970 م هاجر البعض إلى أستراليا والصين واندونيسيا.

## إحصاءات

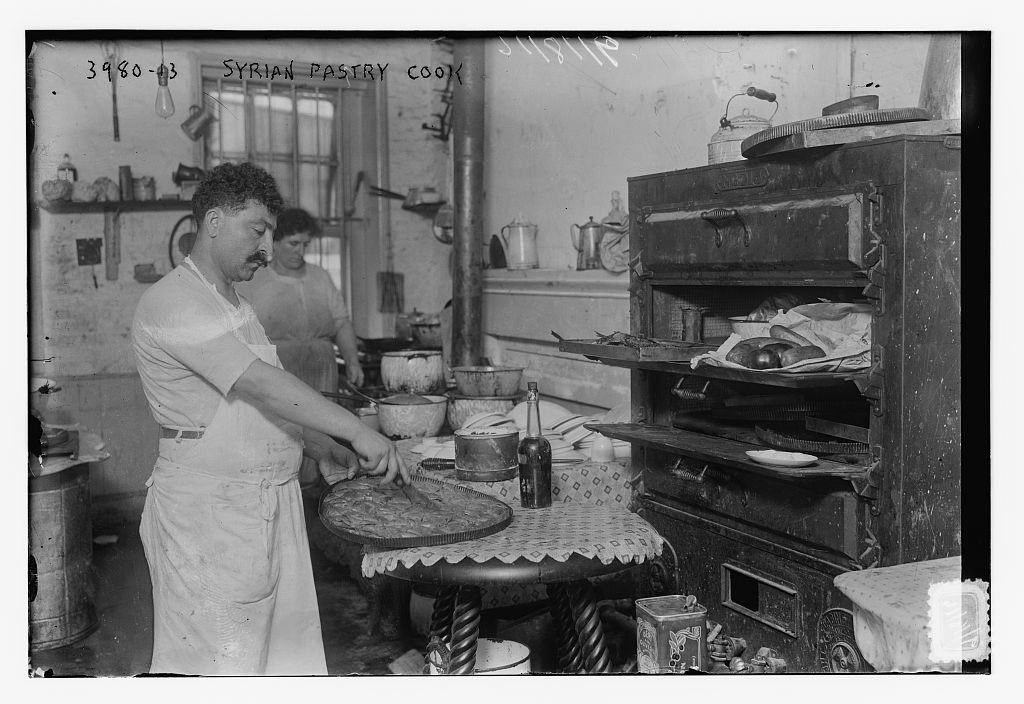
صانع بقلاوة سوري في سوريا الصغيرة عام 1916.

يقدر عدد السوريين (ومن له أصول سورية) المقيمون في الدول العربية (ما عدا سوريا ولبنان) ما يقارب 2.750.000 سوري، كما يقدر عدد السوريين (ومن له أصول سورية) المقيمون في الدول الأوروبية ما يقارب 5.000.000 سوري. أما في أمريكا الشمالية (كندا والولايات المتحدة) ينقسم السوريون لقسمين : الأول : الذين تجنسوا بالجنسيات الأمريكية وانصهروا في المجتمع الأمريكي، وفقدوا الهوية السورية، وهؤلاء يقدر عددهم بـ 8.000.000 شخص، كما يقدر عدد السوريين الذيم ما زالوا متمسكين بجنسيتهم ومحافظين على اصولهم 4.000.000 سوري.
في أمريكا الجنوبية يقدر عدد السوريين الفاقدين لهويتهم وجنسيتهم والذين ذابوا في المجتمع الأمريكي وتجنسوا بجنسيته12.000.000 فرد، بينما الذين ما زالوا محتفظين باصولهم السورية وجنسيتهم يبلغ عددهم 11.000.000 سوري، والسبب في هذا الاختلاف يرجع للهجرات القادمة منذ عام 1820 وقد تمكن المنصهرون من الوصول لارفع المناصب واعلاها، حتى أن الرئيس الأرجنتيني السابق (كارلوس منعم) ترجع اصوله لسوريا (جده وأبوه وأمه سوريون ومسلمون)، أما السوريون المقيمون في أمريكا الجنوبية فهم من فئة التجار وأصحاب المهن الرفيعة.
أكبر جالية سورية في العالم تقيم في البرازيل وعددها 7.000.000 (من غير المنصهرين) وتعود اصول غالبيتهم لمدينتي حمص واللاذقية، تليها الجالية في الأرجنتين والولايات المتحدة.

## النازحون السوريون بعد عام 2011
لاجئو الأزمة السورية أواللاجئون السوريون، مواطنون سوريّون فرّوا من سورية مع تصاعد الأزمة السورية. بحلول مايو 2013، تم تسجيل أكثر من 1.2 مليون لاجئ سوري في دول الجوار خصوصاً الأردن ولبنان وتركيا، وعلى الأرجح توجد عشرات الآلاف الأخرى من اللاجئين غير المسجلين، ويقدر عدد من ينتظرون التسجيل بحوالي 227 ألف شخص . أصدرت تركيا لوائح جديدة تمنح اللاجئين السوريين الوضع القانوني الآمن في البلاد لأول مرة. بدأ اللاجئون في الحصول على بطاقات هوية جديدة بموجب تدبير أقره مجلس الوزراء في تشرين الأول / أكتوبر يمنحهم إمكانية الحصول على الخدمات الأساسية مثل الرعاية الصحية والتعليم. ومع عمل مخيمات اللاجئين ال 22 في تركيا، ومع ذلك، رحب معظم اللاجئين بها. وتستضيف تركيا الآن 1.6 مليون سوري لاجئ. وحتى الآن، وصف اللاجئون ب «الضيوف».
.